# خلیل‌بی‌لی (صائم بی‌لی)
خلیل‌بی‌لی (به ترکی استانبولی: Halilbeyli) یک منطقهٔ مسکونی در ترکیه است که در صائم‌بیلی واقع شده‌است.